# Mimosa detinens
Mimosa detinens är en ärtväxtart som beskrevs av George Bentham. Mimosa detinens ingår i släktet mimosor, och familjen ärtväxter. Inga underarter finns listade i Catalogue of Life.